# Локоть (Гдовский район)
Локоть — деревня в Гдовском районе Псковской области России. Входит в состав Добручинской волости Гдовского района.

## География
Расположена в 22 км к северу от Гдова и в 8 км к северо-западу от волостного центра, деревни Добручи. В 4 км к западу находится Чудское озеро.

## Население
Численность населения деревни на 2000 год составляла 3 человека, по переписи 2002 года — 5 человек.